# Nicolás Mingorance Camacho
Nicolás Mingorance Camacho (18 de febrero de 1928-11 de febrero de 2024), letrista (o letrero como él mismo se denomina) desde 1963 de la Afilarmónica NiFú-NiFá; autor de gran parte de las letras que forman el repertorio de la Afilarmónica a lo largo de su historia. Actuó con la Fufa de forma consecutiva durante cuarenta años (1963 - 2002).

## Biografía
Nicolás Mingorance Camacho nació en Santa Cruz de Tenerife, el 18 de febrero de 1928, un sábado de Carnaval, en la calle Serrano. Es uno de los seis hijos de Nicolás Mingorance Pérez, secretario de los socialistas de Santa Cruz cuando estalló la Guerra Civil y de Carmen Camacho Díaz.
Cursó Bachillerato en el Instituto Ireneo González, para posteriormente iniciar sus estudios en la Facultad de Química (Universidad de La Laguna). Problemas económicos hicieron que tuviera que incorporarse a la vida laboral para mantener a su familia.
Casado desde 1959 con Concepción Rodríguez González, tiene una hija, María del Carmen, nacida en 1960.

### Primeros contactos con el Carnaval y trayectoria murguera
Nicolás Mingorance descubre el lado crítico del Carnaval en 1960, cuando nacen las primeras Fiestas de Invierno, al asistir al concurso de murgas que se celebraba por aquellas fechas en la Plaza del Príncipe. Le llamaron la atención las canciones de Jesús Navarro Olivós (Navarrito), le gustó la ironía de las letras y pensó que a él se le daría bien hacer algo similar.
Se incorpora a la Afilarmónica NiFú-NiFá cuando se estaban preparando las terceras Fiestas de Invierno, en 1963, aportando una canción al repertorio de la murga: Por la calle del Norte, que, con la música de El Relicario, hacía referencia a las obras que se estaban llevando a cabo en Santa Cruz. Al año siguiente, en 1964 aporta ya dos canciones al repertorio murguero. A partir de ese año el número de canciones va aumentando hasta siete-nueve; en 1991 ya se cuenta con la colaboración de otros letristas y sus colaboraciones se reducen ligeramente.
También en 1963, cuando la Afilarmónica se constituye como Asociación de música festiva, figura como uno de los fundadores.
En 1971 la censura le quita del repertorio una canción completa y parte de otras dos; en 1972 fue miembro del jurado del Primer Concurso de Murgas Infantiles, organizado por la Alilarmónica NiFú-NiFá; en 1973 escribe uno de sus temas estrella: Los huevos de alacranes, tema que pasó sin demasiados problemas la censura, ya que solo se le suprimieron los cuatro últimos versos. Además, fue en este mismo año cuando se quedó como único responsable de las letras de la murga; en 1998 Rafaél Guigou compone la música, especialmente para la Afilarmónica, de la presentación, y Nicolás Mingorance hace la letra; Guigou la inscribió en la Sociedad de Autores, por lo que por primera y única vez figura como letrista en esta entidad.
En 2002, tras actuar consecutivamente durante cuarenta años con la Afilarmónica, "cuelga las botas"; no obstante, en los años posteriores y hasta su fallecimiento, siguió colaborando con la NiFú-NiFá. Tanto es así que la tarde de su muerte, su hija encontró dos estrofas del "Cubanito" en su cartera y la Afilarmónica las cantó el resto de los días del Carnaval. 
En 2007, por primera vez desde su incorporación a la Afilarmónica en 1963, no hace ningún tema ni colaboración en el repertorio, pero en  2008, retoma sus colaboraciones y nuevamente sus temas figuran en el repertorio de la NiFú-NiFá.

### El primerCubanito
El primer Cubanito nace en las Fiestas de Invierno de 1966, coincidiendo con el primer año en que la Afilarmónica participa fuera de concurso. Un dato curioso es que Opelio Rodríguez Peña, responsable en aquel momento de la censura de las canciones de las murgas, les aconsejó que lo canten, pero que no lo publiquen en su libreto.
Se trata de una versión de la canción del mismo nombre de Miguelito Valdés publicada dos años antes. La murga mantiene el estribillo original, mientras que va cambiando la letra de las estrofas en referencia a temas candentes de actualidad.
Desde ese año esta canción ha sido representativa de la Afilarmónica, sacándalo en todos sus repertorios, con excepción de un año, en el que otras murgas reprocharon que la NiFú-NiFá "vivía" de ese tema y no se publicó en el cancionero, pero se cantó durante los Carnavales en las calles de Santa Cruz.

### Reconocimientos y premios a su trayectoria
- 1980, el Excmo. Ayuntamiento de Santa Cruz de Tenerife le hace entrega de una placa en reconocimiento a la confección de tantas letras carnavaleras.
- 1987, insignia de oro de la NiFú-NiFá, por sus 25 años en el grupo.
- 1988, medalla del Cabildo como homenaje a sus 25 años como letrista.
- 2002, Criticón de Honor, siendo además la primera vez que se otorga de forma honorífica el premio Criticón.
- 2008, el Excmo. Ayuntamiento de Santa Cruz de Tenerife publica el libro Nicolás Mingorance Camacho Letrista de la Afilarmónica Ni Fú Ni Fá.
- 2009, la Sociedad Cultural y de Recreo Casino Realejos, otorga el "Premio La Corona 2009" por la innegable aportación activa al Carnaval de Tenerife, en su calidad de Letrero (como le gusta autodenominarse) de la Afilarmónica NiFú-NiFá a lo largo de más de 4 décadas.
- 2017, el Real Casino de Tenerife le hace entrega de una metopa conmemorativa "por ser historia viva de nuestra fiesta más internacional y por su ejemplar y dilatada labor en beneficio del Carnaval de nuestra Sociedad".
- 2017, la Afilarmónica NiFú-NiFá le concede la insignia de Oro y Brillantes, distinción que en la sociedad solo se le había otorgado al director fundador,  Enrique González Bethencourt.